# Кызыл-Туу (Токтогульский район)
Кызыл-Туу (кирг. Кызыл-Туу) — село в Токтогульском районе Джалал-Абадской области Кыргызстана. Входит в состав Джаны-Джольского айылного аймака.

## География
Село расположено в северной части области, на берегу Токтогульского канала, у северной окраины города Токтогула, административного центра района. Абсолютная высота — 984 метра над уровнем моря.

## Население
Согласно оценочным данным Национального статистического комитета Кыргызской Республики, численность населения села на начало 2023 года составляла 4080 человек.
| год     | 2009 | 2014 | 2015 | 2020 | 2021 | 2023 |
| ------- | ---- | ---- | ---- | ---- | ---- | ---- |
| человек | 3060 | 3444 | 3502 | 3967 | 4031 | 4080 |